# Myrmage
Genre
Myrmage est un genre d'araignées aranéomorphes de la famille des Salticidae.

## Distribution
Les espèces de ce genre se rencontrent au Sri Lanka, en Chine, en Malaisie et en Indonésie.

## Liste des espèces
Selon World Spider Catalog (version 24.5, 16/11/2023) :
- Myrmage dishani (Benjamin, 2015)
- Myrmage gedongensis (Badcock, 1918)
- Myrmage imbellis (Peckham & Peckham, 1892)
- Myrmage lii Wang, Mi & Peng, 2023

## Systématique et taxinomie
Ce genre a été décrit par Prószyński en 2016 dans les Salticidae.

## Publication originale
- Prószyński, 2016 : « Delimitation and description of 19 new genera, a subgenus and a species of Salticidae (Araneae) of the world. » Ecologica Montenegrina, vol. 7, p. 4-32 (texte intégral).